# Alberto Fortis (Sänger)

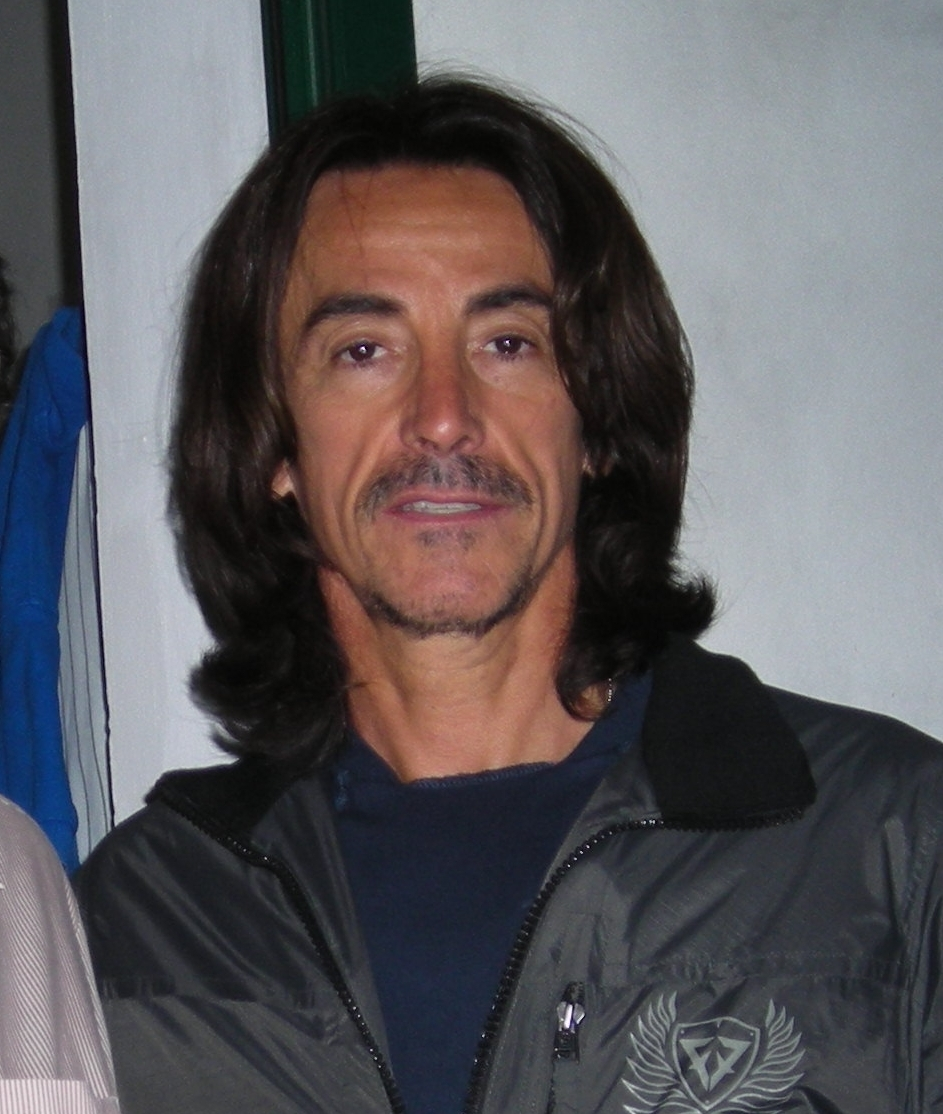
Alberto Fortis (2007)

Alberto Fortis (* 3. Juni 1955 in Domodossola) ist ein italienischer Cantautore. Er war vor allem Anfang der 80er-Jahre erfolgreich.

## Karriere
Während seiner Schulzeit betätigte sich Fortis musikalisch, zunächst als Schlagzeuger, dann als Pianist. Mit 19 Jahren zog er nach Rom, wo er einen ersten Plattenvertrag bei IT von Vincenzo Micocci erhielt. Doch die beiden zerstritten sich schnell und Fortis fand mit Polygram/Philips ein neues Label. Sein selbstbetiteltes Debütalbum von 1979 enthielt u. a. auch das Lied Milano e Vincenzo, in dem der Musiker den Streit mit Micocci verarbeitet hatte; produziert wurde es von Claudio Fabi, außerdem waren Musiker der Premiata Forneria Marconi an den Aufnahmen beteiligt. Weitere Lieder von diesem Album waren La sedia di lillà, A voi romani und Il duomo di notte.
Das zweite Album Tra demonio e santità erschien schon 1980. Die Aufnahmen für das dritte Album La grande grotta erfolgten in den USA in Zusammenarbeit mit Fusion-Musikern, es erschien 1981 und enthielt Lieder wie La nena del Salvador, Settembre oder Marylin. Wieder ein Jahr später folgte mit Fragole infinite schon das vierte Album, das diesmal in den Abbey Road Studios entstanden war, und auch ein Duett mit Rossana Casale, Neve, enthielt. In Zusammenarbeit mit Claudio Dentes veröffentlichte Fortis 1984 das fünfte Album El niño; beteiligt waren Lucio Fabbri und Demo Morselli, ein Lied war La sedia elettrica. Als letztes Album bei Polygram folgte 1985 noch West of Broadway.
Fortis wechselte dann zum Label CBS. Produziert von Carlos Alomar, dem Gitarristen von David Bowie, legte er dort 1987 das nächste Album Assolutamente tuo vor. Anschließend verbrachte der Musiker mehrere Jahre in den USA, bis er für das nächste Album Carta del cielo 1990 nach Italien zurückkehrte. Außerdem veröffentlichte er 1991 das Livealbum L’uovo. 1992 konnte er in Genua ein Konzert von Bob Dylan eröffnen. Danach ging er wieder in die USA, wo er das Album Dentro il giardino aufnahm, das 1994 erschien und das den Indianern gewidmete Lied Io preferisco l’ovest enthielt. 1999 schrieb er den Soundtrack zum Film Cool Crime von Jerome Cohen-Olivar.
Mit dem Album Angeldom kehrte Fortis 2001 als Sänger zurück. 2003 erschien das Best-of Universo Fortis, 2005 das nächste Studioalbum Fiori sullo schermo futuro. Anlässlich seiner Teilnahme an der Reality-Show Music Farm legte er 2006 eine weitere Kompilation mit dem Titel In viaggio vor. Das Livealbum Vai protetto folgte 2008 und 2014 erschien mit Dò l’anima wieder ein Studioalbum, auf dem er auch mit Biagio Antonacci und Roberto Vecchioni zusammenarbeitete.

## Diskografie

### Alben
| Jahr | Titel                 | Höchstplatzierung, Gesamtwochen, AuszeichnungChartsChartplatzierungen (Jahr, Titel, Platzierungen, Wochen, Auszeichnungen, Anmerkungen) | Anmerkungen |
| Jahr | Titel                 | IT | Anmerkungen |
| ---- | --------------------- | --- | ----------- |
| 1979 | Alberto Fortis        | IT15 (19 Wo.)IT | Polygram    |
| 1980 | Tra demonio e santità | IT11 (21 Wo.)IT | Polygram    |
| 1981 | La grande grotta      | IT3 (33 Wo.)IT | Polygram    |
| 1982 | Fragole infinite      | IT6 (23 Wo.)IT | Polygram    |
| 1984 | El niño               | IT15 (5 Wo.)IT | Polygram    |
| 1986 | West of Broadway      | IT25 (1 Wo.)IT | Polygram    |
| 2001 | Angeldom              | IT64 (3 Wo.)IT |             |
| 2014 | Do l’anima            | IT36 (2 Wo.)IT | Sony        |
| 2018 | 4Fortys               | IT65 (1 Wo.)IT | Azzurra     |

- 1987 – Assolutamente tuo (CBS)
- 1990 – Carta del cielo (CBS)
- 1994 – Dentro il giardino (Virgin)
- 2005 – Fiori sullo schermo futuro (Universal)
- 2016 – Con te (EP; Sony)

### Kompilationen
| Jahr | Titel                        | Höchstplatzierung, Gesamtwochen, AuszeichnungChartsChartplatzierungen (Jahr, Titel, Platzierungen, Wochen, Auszeichnungen, Anmerkungen) | Anmerkungen |
| Jahr | Titel                        | IT | Anmerkungen |
| ---- | ---------------------------- | --- | ----------- |
| 2003 | Universo Fortis              | IT20 (8 Wo.)IT | Universal   |
| 2006 | In viaggio. Magic Collection | IT78 (2 Wo.)IT | Universal   |

- 1984 – Fortissimo (Polygram)
- 2008 – Vai protetto (Sony)

### Singles
| Jahr | Titel Album                             | Höchstplatzierung, Gesamtwochen, AuszeichnungChartsChartplatzierungen (Jahr, Titel, Album, Platzierungen, Wochen, Auszeichnungen, Anmerkungen) | Anmerkungen         |
| Jahr | Titel Album                             | IT | Anmerkungen         |
| ---- | --------------------------------------- | --- | ------------------- |
| 1980 | Prendimi fratello Tra demonio e santità | IT25 (1 Wo.)IT | B-Seite: T’innamori |

- 1978 – Il duomo di notte / Milano e Vincenzo
- 1979 – La sedia di lillà / L’amicizia
- 1981 – La nena del Salvador / La grande grotta
- 1984 – Svegliati amore con me / La sedia elettrica
- 1986 – Stelle nella notte / Love is alive

## Bibliografie
- Al. Che fine ha fatto Yude? Aliberti, 2010, ISBN 978-88-7424-671-7.

## Belege
1. 1 2 3  Chartquellen:
  - M&D-Chartarchiv. Musica e dischi, abgerufen am 10. November 2016 (italienisch, kostenpflichtiger Abonnement-Zugang).
  - Guido Racca & Chartitalia: Top 100 FIMI Album. Lulu, 2013, S. 109.
  - Alben von Alberto Fortis. In: Italiancharts.com. Hung Medien, archiviert vom Original (nicht mehr online verfügbar) am 10. November 2016; abgerufen am 10. November 2016.  Info: Der Archivlink wurde automatisch eingesetzt und noch nicht geprüft. Bitte prüfe Original- und Archivlink gemäß Anleitung und entferne dann diesen Hinweis.

| Personendaten    | Personendaten            |
| ---------------- | ------------------------ |
| NAME             | Fortis, Alberto          |
| KURZBESCHREIBUNG | italienischer Cantautore |
| GEBURTSDATUM     | 3. Juni 1955             |
| GEBURTSORT       | Domodossola              |